# 玉池堂一豊
玉池堂 一豊（ぎょくちどう かずとよ、生没年不詳）とは、江戸時代の浮世絵師。

## 来歴
歌川国芳の門人。飯島虚心著『浮世絵年表』稿本の文久から慶応の項に「玉池堂一豊　国芳門人」とある。明治6年（1873年）建立の一勇斎歌川先生墓表に「現存」の国芳門人として「一豊」の名が見え、これが同一人だとすればこの頃まで存命の人物だったことになるが、その経歴や作については明らかではない。